# Kagylós ház
A Kagylós ház (spanyolul: Casa de las Conchas) nevű épület a spanyolországi Salamanca egyik 15–16. századi, különleges kinézetű műemléke. Nevét a külső falát borító rengeteg kagyló alakú díszítőelemről kapta. Ma könyvtár működik benne.

## Története
Az épületet Rodrigo Maldonado de Talavera, a Salamancai Egyetem jogászprofesszora építtette, miután 1486-ban és 1493-ban két részletben megvásárolta azokat a házakat, amelyek a mai épület helyén álltak. Az építkezés 1493 és 1517 között zajlott, majd először az építtető fia, Rodrigo Arias Maldonado, később unokája, Pedro Maldonado Pimentel átépíttette a házat. A kagyló alakú díszítőelemek eredetére vonatkozó egyik elmélet szerint Arias Maldonado feleségének, Juana Pimentelnek a nemesi családi jelképe volt a kagyló, ezért került rá a falakra a Maldonado család lilioma mellett.
A ház eredetileg két toronnyal rendelkezett, de miután Pedro Maldonado Pimentel a király ellen felkelt comunerók egyik vezetőjévé vált, I. Károly spanyol király kivégeztette, további büntetésül pedig leromboltatta a ház egyik tornyát. 1701-ben újjáépítették a déli homlokzatot, 1722-ben pedig a megmaradt tornyot alakították át alacsonyabbra.
A Kagylós ház a 16. századtól egészen a 20. század elejéig lakóház volt, bár van olyan vélemény, amely szerint a 19. század végén laktanyaként is szolgált. Az utolsó család, amely itt lakott, a Santa Coloma-i gróf adminisztrátoráé volt. Utánuk a Colegio Menéndez Pelayo költözött be az épületbe: ez az oktatási intézmény az 1960-as évekig működött itt. 1967-ben tulajdonosa, a gróf, egyetlen aranypesetás jelképes áron bérbe adta az önkormányzatnak, méghozzá 99 évre, amely később meghosszabbítható. Miután homlokztatát felújították, 1993-ban könyvtár nyílt benne, majd három évvel később az andalúz kormányzat kapta meg, akik 2005-ben elcserélték.

## Leírás
A kőből készült, többszintes ház, amelynek stílisában keveredik a késő gótika, a mudéjar és a reneszánsz, Salamanca történelmi belvárosában található, a Calle de la Compañía és a Rúa (Antigua) utcák sarkán. Utóbbi felé néző (déli) homlokzatán csak a felső szintet borítják be a fal síkjából kidomborodó, egyenként több tíz centiméteres nagyságú kagylódíszek, míg a nyugati oldalán ennél nagyobb területet is: számuk összesen a 300-at is meghaladja. A kagylókat nem az építőkövekből faragták ki, hanem kampók segítségével utólag toldották hozzá a falakhoz. A főbjárat szintén a nyugati oldalon található, fölötte a Maldonado család öt liliomot tartalmazó címerét ábrázoló kő dombormű látható. Ugyanezen a homlokzaton négy fő ablak nyílik, amelyek (a spanyol gótika jellegzetességét mutatva) mind különböznek egymástól, de abban közösek, hogy ezek fölött is a Maldonado-címer díszlik. Jellegzetesek az alsó szint kis ablakait védő, igen díszes vasrácsozatok, amelyek díszítő és védelmi szerepet egyaránt elláttak. A kis, négyszögű, kétszintes belső udvart oszlopok szegélyezik, amelyek között mixtilineáris vonalú ívek húzódnak. Az alsó szint oszlopbai fölött kőből faragott Maldonado-címerek, fölöttük pedig állatfejek láthatók. A fölső szint oszlopai carrarai márványból készültek, fejezetükön babérleveles díszítés látható.

## Legendák
A házhoz kapcsolódó egyik legenda szerint a kagylódíszek egyike mögött (alatt) kincs rejtőzik: az egykori tulajdonos család ugyanis ide rejtette el a családi ékszereket, ráadásul egy dokumentumot is készítettek, amely egyrészt tartalmazza a becsült értéküket, másrészt segíthet nyomra vezetni azt, aki megpróblája megkeresni. De ahhoz, hogy valaki ezzel megpróbálkozhasson, a kincs értékével azonos értékű zálogot kell leadnia, így ha nem jár sikerrel a keresés, mindent elveszít, de ha sikerrel jár, visszakapja a zálogot is amellett, hogy a kincs az övé lesz.
Egy egyszerűbb „legenda” is létezik: eszerint az egyik kagyló mögé egyetlen aranypénzt rejtettek. Ez akár igaz is lehet, mert ilyet gyakran csináltak a valóságban azért, hogy szerencsét hozzon az itt lakó családnak. Egy másik történet arról számol be, hogy amikor a Menéndez Pelayo iskola működött benne, néhány diák, talán a túl szigorú tanárok elől, elmenekült az épületből egy titkos folyosón, amely a szomszédos házzal kötötte össze.

## Képek

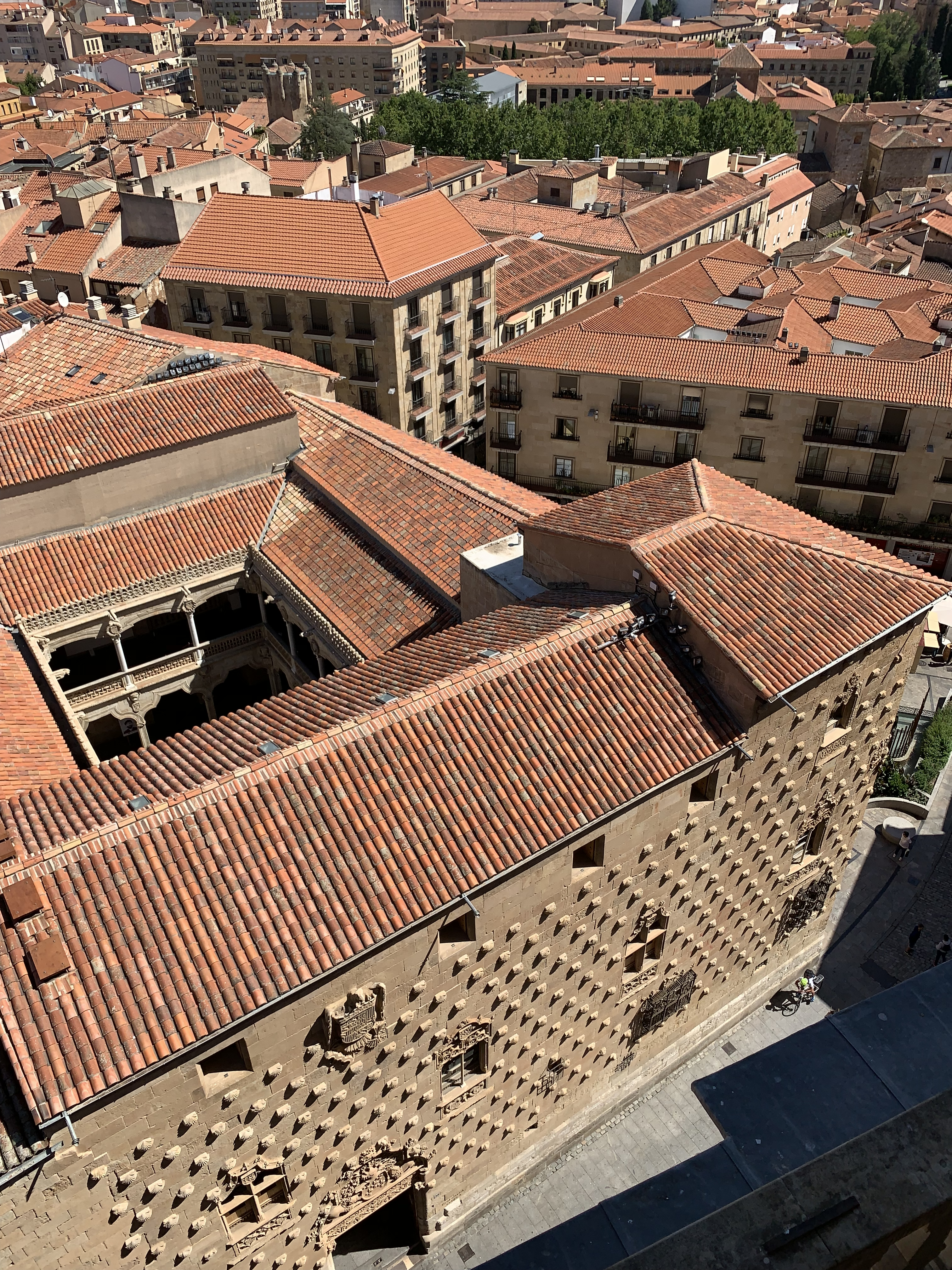
Az épület és környezete
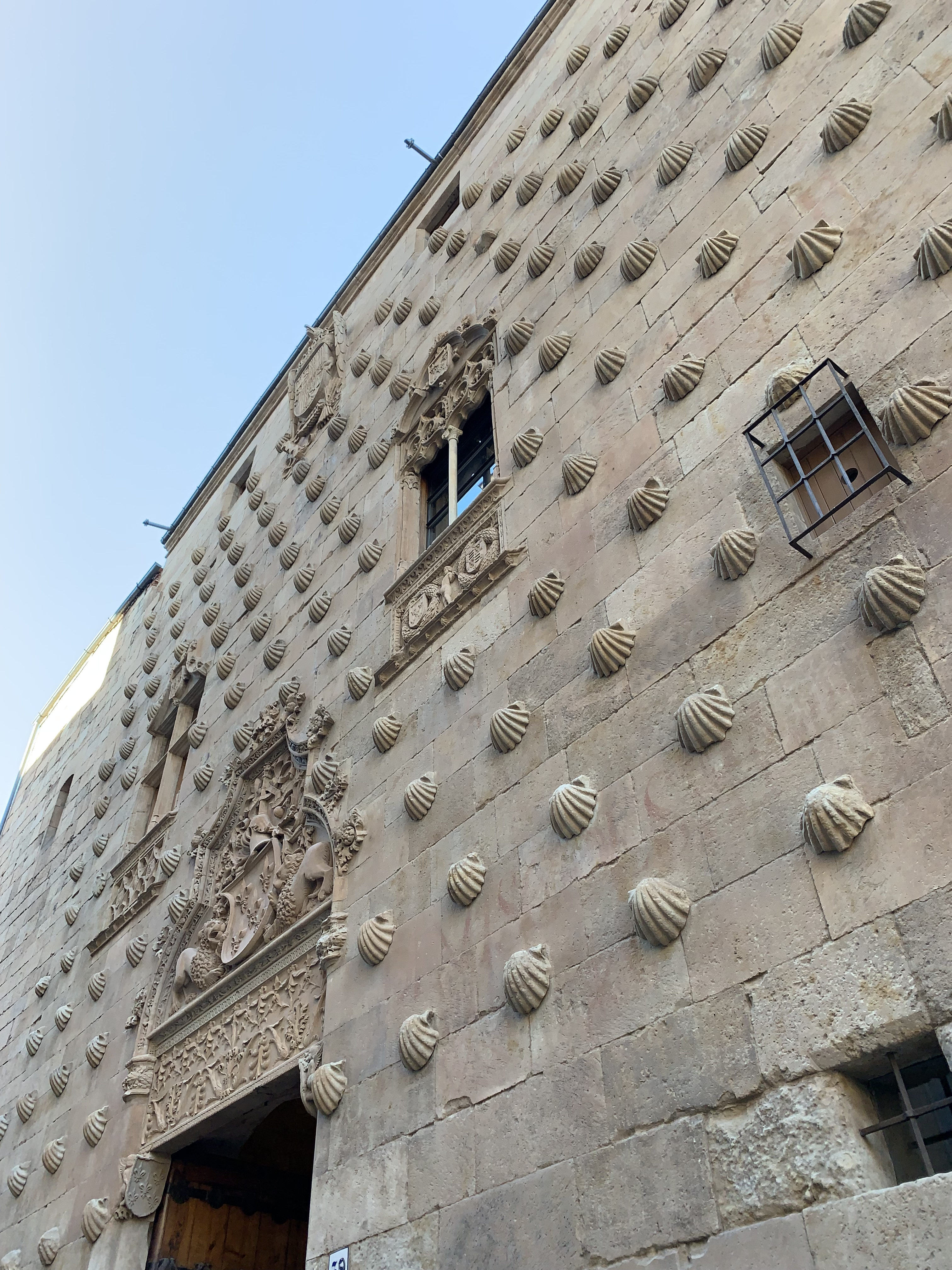
A kagylók közelről
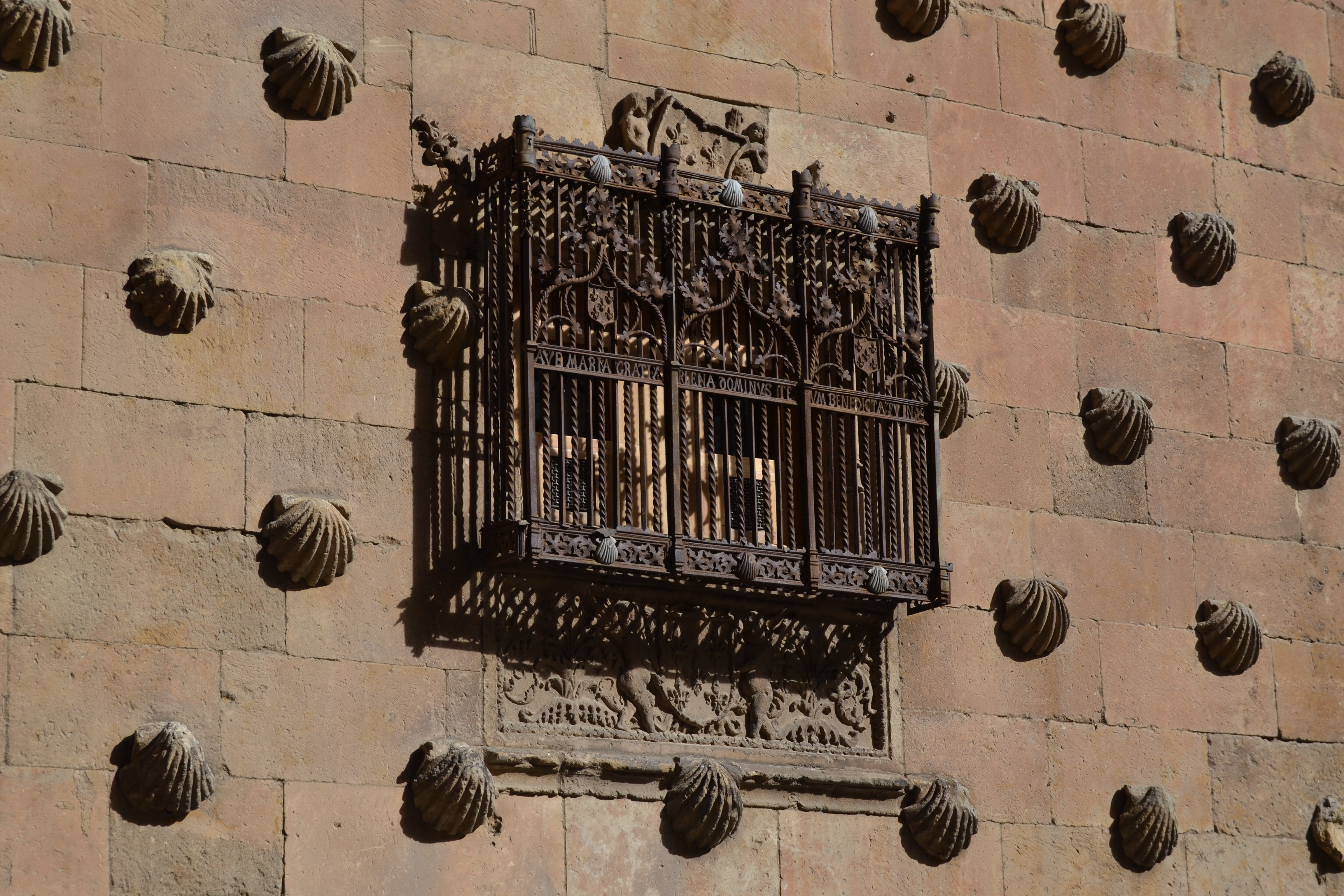
Részlet: egy földszinti ablak vasrácsozata
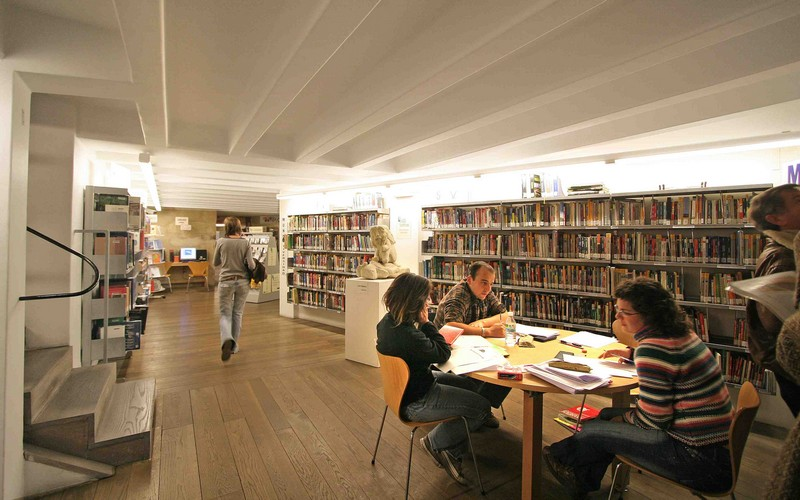
Az épületben berendezett könyvtár